# Гилберт, Логан
Логан Кит Гилберт (англ. Logan Keith Gilbert; 5 мая 1997, Уинтер-Парк, Флорида) — американский бейсболист, питчер клуба Главной лиги бейсбола «Сиэтл Маринерс». На студенческом уровне выступал за команду Стетсонского университета. На драфте Главной лиги бейсбола 2018 года был выбран под общим 14 номером.

## Биография
Логан Гилберт родился 5 мая 1997 года в Уинтер-Парке во Флориде. Один из двух сыновей в семье. Учился в старшей школе Векива в Апопке, в составе школьной бейсбольной команды играл на позициях питчера и игрока первой базы. В 2015 году был назван самым ценным игроком команды. После окончания школы Гилберт получил спортивную стипендию в Стетсонском университете.

### Любительская карьера
В бейсбольном турнире NCAA Гилберт дебютировал в 2016 году, сыграв за команду в 21 матче, в том числе пяти в роли стартового питчера. За сезон он одержал две победы при одном поражении с пропускаемостью 2,74. Летом 2016 года он выступал за «Бетесду Биг Трейн» в Студенческой лиге Кэла Рипкена, где вошёл в число участником матча всех звёзд и стал третьим по показателю ERA.
В 2017 году он стал одним из стартовых питчеров «Стетсон Хэттерс», в пятнадцати матчах одержав десять побед при показателе пропускаемости 2,02. В играх турнира Гилберт сделал 107 страйкаутов, по его итогам он был признан Питчером года в конференции Атлантик Сан, став третьим в истории университета обладателем этого титула. Летом он играл в Лиге Кейп-Код в составе «Нью-Орлеан Файрбердз» и был включён в состав сборной звёзд турнира.
Заключительный сезон в колледже Гилберт провёл в 2018 году, выиграв тринадцать матчей с одним поражением. Он установил новый рекорд команды, сделав 143 страйкаута, и стал первым в её истории игроком, дважды подряд признанным лучшим питчером конференции. Его суммарный показатель ERA за карьеру составил 2,38, на момент завершения карьеры он был вторым в истории университета.

### Профессиональная карьера
В июне 2018 года на драфте Главной лиги бейсбола Гилберт был выбран «Сиэтлом» в первом раунде под общим 14 номером. Он стал самым высоко задрафтованным игроком в истории университета. При подписании контракта он получил бонус в размере 3,88 млн долларов. Дебют Гилберта на профессиональном уровне был отложен на год после того, как ему диагностировали мононуклеоз. В сезоне 2019 года он провёл на поле 135 иннингов с пропускаемостью 2,13, продвинувшись до уровня AA-лиги. В ноябре он занял третье место в рейтинге лучших молодых игроков системы «Маринерс», его признали лучшим питчером организации. В 2020 году сезон младших лиг был отменён из-за пандемии COVID-19. Гилберт провёл его на тренировочной базе клуба в Такоме и не принимал участия в официальных матчах.
В Главной лиге бейсбола Гилберт дебютировал в мае 2021 года. В своём первом сезоне в основном составе «Маринерс» он сыграл 24 матча с пропускаемостью 4,68. Арсенал его подач составили фастбол скоростью более 90 миль в час, слайдер и чейндж-ап. Сильной стороной игрока стал контроль подачи, в среднем на девять иннингов он допускал 2,1 уока. 